# Anna Unterberger
Anna Unterberger (* 23. September 1985 in Bozen, Südtirol) ist eine italienisch-dänische Schauspielerin.

## Leben

### Studium
Unterberger kam schon früh zum Theater, da ihre dänische Mutter mit Menschen mit Behinderung Theater spielte. Nach Abschluss der Matura studierte sie von 2005 bis 2009 am Konservatorium Wien.

### Theater
Erste Theatererfahrungen sammelte Unterberger während dieser Zeit bereits an der Statens Teaterskole in Kopenhagen, bei den Sommerfestspielen Kottingbrunn und im Theater in der Drachengasse in Wien. Es folgten erste Bühnenengagements 2007 bei den Sommerfestspielen in Kottingbrunn als Helena in Der Pirat und als Tochter in Friedrich Dürrenmatts Der Besuch der alten Dame. Gleichzeitig wirkte sie an der Kopenhagener Schauspielschule in Aristophanes’ Lysistrata mit. Am Salzburger Landestheater war sie 2009 bis 2011 Ensemblemitglied und wirkte unter anderem in Gotthold Ephraim Lessings Nathan der Weise (als Recha), Johann Wolfgang von Goethes Faust (Der Herr), Der böse Geist Lumpazivagabundus von Johann Nestroy (Peppi) und Das Maß der Dinge (Evelyn) von Neil LaBute mit.

### Film und Fernsehen
2008 stand Unterberger zum ersten Mal in Urs Odermatts Verfilmung von George Taboris Mein Kampf als Gretchen vor der Kamera. Ein Jahr später wirkte sie als Britta im Film Jud Süß – Film ohne Gewissen mit. 2010 folgte ein Engagement in der österreichischen Kino-Produktion Am Ende des Tages.
2012 trat sie in Gastrollen in den deutschen Fernsehserien Der Alte und Großstadtrevier auf und war 2012 in der Kino-Verfilmung von Daniel Kehlmanns Die Vermessung der Welt in der Rolle der Minna zu sehen. 2012 spielte sie die Rolle der Nadja Bredow in Schneewittchen muss sterben (Taunuskrimi). Im selben Jahr spielte sie die weibliche Hauptrolle der Mira, einer Betreuerin in einem Heim für Menschen mit Behinderungen, in Vielen Dank für Nichts. 2014 wirkte sie im ORF-Landkrimi Alles Fleisch ist Gras mit. 2015 war sie in dem zweiteiligen Fernsehfilm Tod eines Mädchens zu sehen, des Weiteren in der TV-Komödie Krüger aus Almanya sowie in Luis Trenker – Der schmale Grat der Wahrheit
In Andreas Dresens Filmbiografie Gundermann (2018) über den ostdeutschen Liedermacher, Rockmusiker und Baggerführer Gerhard Gundermann spielte sie dessen Ehefrau, Conny Gundermann, und sang dazu mehrere Lieder zusammen mit Hauptdarsteller Alexander Scheer neu ein. 2022 nahm sie im Duett mit Dominik Plangger auf dessen Album Ansichtshalber das Gundermann-Lied Linda auf.

### Privates
Seit ihren Erlebnissen auf der Insel Leros im Jahr 2015 engagiert sie sich im Verein Sternenzeit für das „Betten für Leros“-Projekt für Flüchtlinge. Unterberger lebt in Berlin.

## Filmografie (Auswahl)
- 2009: Mein Kampf (Regie: Urs Odermatt)
- 2010: Jud Süß – Film ohne Gewissen (Regie: Oskar Roehler)
- 2011: Am Ende des Tages (Regie: Peter Payer)
- 2011: Quellen des Lebens (Regie: Oskar Roehler)
- 2012: Die Vermessung der Welt (Regie: Detlev Buck)
- 2013: Schneewittchen muss sterben (Der Taunuskrimi) (Regie: Manfred Stelzer)
- 2013: Vielen Dank für Nichts (Regie: Stefan Hillebrand, Oliver Paulus)
- 2013: Last Train Home (Regie: Ansgar Glatt)
- 2013: Der Alte – Blutige Ernte (Regie: Ulrich Zrenner)
- 2014: Elser – Er hätte die Welt verändert (Regie: Oliver Hirschbiegel)
- 2014: Landkrimi – Alles Fleisch ist Gras (Regie: Reinhold Bilgeri)
- 2015: Tod eines Mädchens (Regie: Thomas Berger)
- 2015: Krüger aus Almanya (Regie: Marc-Andreas Bochert)
- 2016: Polizeiruf 110 – Wölfe (Regie: Christian Petzold)
- 2016: Die Büffel sind los! (Regie: Tomy Wigand)
- 2016: Freddy/Eddy (Regie: Tini Tüllmann)
- 2017: München Mord – Einer, der’s geschafft hat (Regie: Anno Saul)
- 2018: Landkrimi – Steirerkind (Regie: Wolfgang Murnberger)
- 2018: Ella Schön: Das Ding mit der Liebe (Regie: Maurice Hübner)
- 2018: Gundermann (Regie: Andreas Dresen)
- 2018: Landkrimi – Achterbahn (Regie: Wolfgang Murnberger)
- 2018: Die Professorin – Tatort Ölfeld (Regie: Peter Payer)
- 2018–2019: Die Toten von Salzburg (Fernsehreihe, Regie: Erhard Riedlsperger)
  - 2018: Zeugenmord
  - 2018: Königsmord
  - 2019: Mordwasser
  - 2019: Wolf im Schafspelz
- 2019: SOKO Donau: Stimmen
- 2020: Eine harte Tour (Regie: Isabel Kleefeld)
- 2020: Das Tal der Mörder (Fernsehfilm, Regie: Peter Keglevic)
- 2020: SOKO Leipzig – Die Falle (Regie: Maris Pfeiffer)
- 2020: 200 Meters (Regie: Ameen Nayfeh)
- 2020: Was wir wollten (Regie: Ulrike Kofler)
- 2021: Sarah Kohr – Schutzbefohlen (Fernsehreihe)
- seit 2021: Landkrimi (Fernsehreihe)
  - 2021: Steirertod
  - 2021: Steirerrausch
  - 2022: Steirerstern
  - 2022: Steirergeld
  - 2023: Steirerangst
  - 2023: Steirerschuld
  - 2024: Steirergift
  - 2024: Steirermord
- 2022: Joe der Film (Regie: Thomas Hochkofler)
- 2022: Tatort – Murot und das Gesetz des Karma
- 2022: Old People (Regie: Andy Fetscher)
- 2023: Das bleibt unter uns
- 2024: Die schönste Bescherung (Fernsehfilm)
- 2025: Die Bestatterin – Tote leben länger (Fernsehreihe)

## Auszeichnungen
- 2008: Fidelio-Nachwuchswettbewerb in der Sparte Interpretation
- 2010: Nominierung Förderpreis Deutscher Film für Mein Kampf